# Petro Koçi
Petro Koçi (ur. 15 lutego 1961 we Wlorze) - minister porządku publicznego Albanii w latach 1998-1999, były wiceminister obrony narodowej. Jest honorowym członkiem Stowarzyszenia Kombatantów UÇK.

## Życiorys
Ukończył studia na Wydziale Historyczno-Filologicznym Uniwersytetu Tirańskiego, następnie pracował jako nauczyciel języka angielskiego w szkole średniej.
W 1991 roku został wybranym na przewodniczącego nowo założonej Socjalistycznej Partii Albanii, której przewodził w mieście Fier do 1997 roku. Jednocześnie w latach 1992-1996 był członkiem Rady Miejskiej tej miejscowości i następnie w latach 1996-1997 należał do Rady Okręgowej.
Podczas protestów w Albanii w 1997 roku Koçi wziął udział w pokojowych protestach.
W latach 1997–2009 był posłem do Zgromadzenia Albanii z ramienia Socjalistycznej Partii Albanii; w tym czasie był zaangażowany w walkę z korupcją i w proces demokratyzacji swojej partii. Jednocześnie w latach 1998-1999 był ministrem porządku publicznego, a w latach 2001-2005 był przewodniczącym Stałej Delegacji Zgromadzenia Albanii do Rady Europy.
W listopadzie 2012 otrzymał tytuł doktora honoris causa w dziedzinie dyplomacji.

## Książki
- Citizen like you!
- Freedom is a naught